# Walter Hoyer (Literaturwissenschaftler)
Walter Hoyer (* 15. Februar 1893 in Markneukirchen; † nach 1952) war ein deutscher Literaturtheoretiker, Übersetzer und Autor. Der Oberstudiendirektor war Leiter der Reichsschule des Deutschen Buchhandels und später Büchereidirektor in Leipzig.

## Leben
Hoyer wurde 1922 in Leipzig mit einer Arbeit über Stoff und Gestalt bei Georg Büchner promoviert. In den 1920er- und 1930er-Jahren übernahm er die Textrevision von Klassikerausgaben, veröffentlichte literaturwissenschaftliche Abhandlungen, später auch Bücher und übersetzte bedeutende Werke aus dem Französischen. In der Zeit des Nationalsozialismus war Hoyer mit an der Begründung des neuen Verhältnisses von Politik und Dichtung beteiligt.
Hoyers literarische Übersetzungen sind noch heute im Handel erhältlich und werden unter anderem von Suhrkamp verlegt.

## Übersetzungen
- Alexandre Dumas der Jüngere: Die Kameliendame. insel taschenbuch, ISBN 3458346430
- Honoré de Balzac: Eugénie Grandet. Leipzig: H. Fikentscher 1927.
- Alain-René Lesage: Der hinkende Teufel. Leipzig: Dieterich 1952.
- Antoine-François Prévost d’Exiles: Manon Lescaut. Leipzig: Dieterich 1950.
- Stendhal: Über die Liebe. insel taschenbuch, ISBN 3458349626